# Braun (azienda)
La Braun GmbH è una società tedesca di Kronberg im Taunus, produttrice di piccoli elettrodomestici e di articoli per l'health care. L'azienda è nota per i suoi prodotti dal design innovativo, con un posto nella storia del disegno industriale internazionale e pioniere nella funzionalità.
La Braun AG venne nel 1967 venduta alla statunitense The Gillette Company, e acquisita nel 2005 dalla Procter & Gamble, mantenendo la produzione di rasoi elettrici per uomo e donna, asciugacapelli, ferri da stiro e prodotti per la cucina come macchine da caffè, bollitori e frullatori.
Il 17 aprile 2012, a seguito di un'operazione economica che vede il versamento di 50 milioni di euro subito e 90 diluiti in 15 anni, più 75 legati al rendimento dei prodotti, la De'Longhi acquisisce da Procter & Gamble (P&G) lo storico marchio tedesco Braun, con perpetuo diritto di sfruttamento dello stesso nei settori degli elettrodomestici e altri prodotti per la casa (ferri da stiro, climatizzatori, frullatori, aspirapolvere ecc.), mentre Procter & Gamble mantiene l'uso esclusivo del marchio nel settore dei rasoi e dell'health care.

## Storia

### Fondazione dell'azienda nel 1921

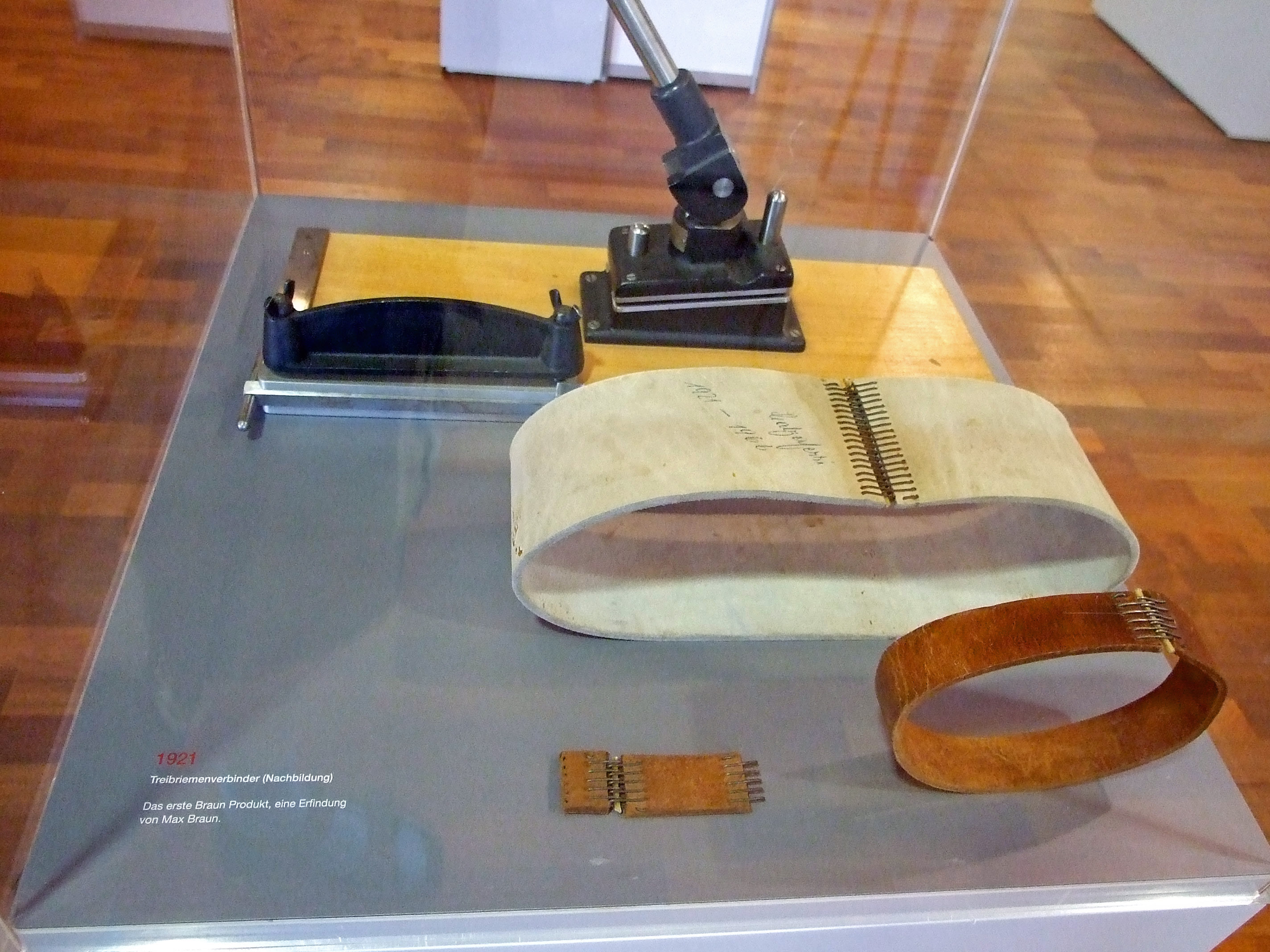
Cinghia di trasmissione a marchio Trumpf – gli inizi dell'azienda Braun

Fondata nel 1921 dall'ingegnere della Prussia orientale Max Braun e Frankfurt am Main come Apparatebauwerkstatt Max Braun oHG.

### La nuova ragione sociale del 1951

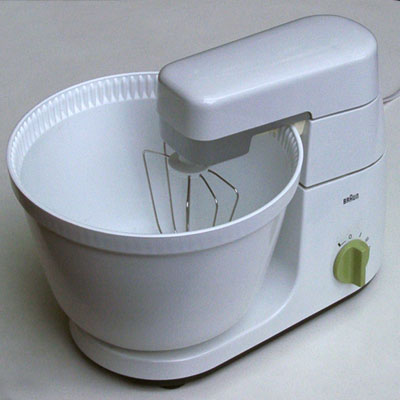
Küchenmaschine del 1964 Modell „KM 32“

Dopo la morte del fondatore all'età di 61 anni il 5 novembre 1951, i figli Artur e Erwin Braun prendono il controllo, con quest'ultimo che introduce una nuova cultura d'impresa avendo lavorato per AEG e Olivetti. Nel 1952 iniziò a fabbricare lampeggiatori fotografici, campo nel quale raggiunse l'eccellenza. Nel 1962 assorbì la "Niezoldi & Krämer" (Nizo), produttrice di cineprese e proiettori per il passo ridotto. Nel 1961 i fratelli Braun promossero a direttore del dipartimento design Dieter Rams, futuro punto di riferimento nel mondo del design per i successivi 50 anni. Anche Apple si ispirerà al suo modo di fare design ed alle sue famosissime 10 regole per un buon design.

### Logo
Nel 1935 viene creato il logo con la A centrale allungata, rielaborato nel 1952 da Wolfgang Schmittel e ancora presente sui prodotti odierni. In questa forma rimane fino al 1967 e oltre dopo la vendita alla Gillette-Company, cambiato poi negli anni'90.

### La vendita del 1967

#### La Gillette-Company acquisisce Braun
La Braun AG venne nel 1967 venduta alla statunitense The Gillette Company, e acquisita nel 2005 dalla Procter & Gamble, mantenendo la produzione di rasoi elettrici per uomo e donna, asciugacapelli, ferri da stiro e prodotti per la cucina come macchine da caffè, bollitori e frullatori.